# Зоннеман, Леопольд
Леопольд Зоннеманн (настоящее имя Саул; нем. Leopold Sonnemann; 29 октября 1831, Хёхберг — 30 октября 1909, Франкфурт-на-Майне) — немецкий банкир, издатель, журналист, политический деятель и меценат.

## Биография
Родился в Хёхберге 29 октября 1831 года. Его родители были вынуждены покинуть Франконию из-за антисемитских беспорядков и поселиться в 1840 году в Оффенбахе-на-Майне, где го отец, Мейер Зоннеманн, стал заниматься производством и продажей тканей.
После обучения в средней школе и самообучения Леопольд Зоннеманн стал участвовать в коммерческой деятельности своего отца и после смерти родителей в 1853 году компанию своего отца преобразовал в банковскую. В 1856 году он основал газету Frankfurter Handelszeitung, впоследствии переименованную в Frankfurter Zeitung, существующую и поныне. Эта газета заняла влиятельную позицию в бизнес-сообществе юга Германии. Зоннеман также был соучредителем Frankfurter Volksbank. В 1856 году он основал Frankfurter Handelszeitung, которая выступала за свободу торговли и стала влиятельной в деловых кругах.
Приняв в 1859 году участие в создании национал-либеральной партии, он вскоре по принципиальным соображениям разошёлся с ней и стал одним из лидеров южно-германской демократической партии, борясь с политикой Бисмарка и выступая за создание федеративной Германии. Эта борьба создала ему большую популярность в южно-германских государствах, и его газета стала центром всей оппозиции политике Бисмарка. Когда Франкфурт-на-Майне в 1866 году был взят прусскими войсками, газета вынужденно прекратила (временно) существование, а самому Зоннеману пришлось скрываться от прусских властей в Штутгарте. После франко-прусской войны, примирившись с империей, Зоннеман участвовал в создании немецкой народной партии, где играл видную роль. Был депутатом от Франкфурта в рейхстаге (1871—1884; в 1871 году он победил Ротшильда, а в 1874 году — Ласкера) и выступал в нём очень часто; был лидером партии по экономическим и социальным вопросам; неоднократно выступал и в защиту католического центра, поддерживая, как еврей, необходимость предоставления всем свободы совести и нападая на политику Kulturkampf’a.
С 1869 по 1880 год Зоннеманн был членом Франкфуртской думы (городского совета). В качестве мецената он финансировал строительство оперного театра и спонсировал библиотеки Зенкенберга и Ротшильда.
С 1885 года он также издавал народную иллюстрированную газету Kleine Presse.
В 1891 году он инициировал проведение Международной электротехнической выставки.
Скончался 30 октября 1909 года во Франкфурте-на-Майне.Штеделевский художественный институт
В 1901 году Гизен издал собрание парламентских речей Леопольда Зоннеманна: «Zwölf Jahre im Reichstage, Reichsreden von Leopold Sonnemann».